# Abelardo Montalvo
Abelardo Montalvo Alvear (Guaiaquil, 1876 – Quito, 1950) foi um juiz e político equatoriano. Sob filiação do Partido Liberal-Radical, ocupou o cargo de presidente de seu país entre 17 de outubro de 1933 e 31 de agosto de 1934.